# Muna Hawwa
Muna Hawwa (em árabe: مُنى حَوّا) é uma blogueira e jornalista palestina de Safed. Ela trabalhou como apresentadora no AJ+ Arabic e escreveu no blog do "Mudawwanat Al Jazeera" (em árabe).

## Biografia
Muna Hawwa é de Safed. Ela cresceu e estudou no Sudão, desde o ensino fundamental até o mestrado. Ela escreve em blogs sobre história - especialmente a história de al-Andalus - bem como sobre arquitetura e viagens.
Por volta de 2012, ela era a coordenadora de mídia do al-Multaqa al-Ma'rafi ash-Shababi (الملتقى المعرفي الشبابي), uma organização fundada por estudantes para estudantes intelectualmente curiosos em universidades jordanianas.

## Carreira
No serviço de notícias online AJ+ da Al Jazeera, em árabe, ela apresentou um programa financiado pelos Estados Unidos - o Alhurra, que se caracteriza por mostrar "a história do ponto de vista do Islã político".
Em fevereiro de 2019, ela entrou em uma disputa com Dhahi Khalfan Tamim no Twitter sobre sua caracterização da conquista muçulmana da Hispânia como uma "ocupação".

### Suspensão daAJ+
Na sexta-feira, 17 de maio de 2019, dia em que o parlamento alemão decidiu designar a campanha de Boicote, Desinvestimento e Sanções (BDS) como antissemita, um serviço de notícias on-line voltado para jovens da Al Jazeera Media Network, publicou um vídeo, de sete minutos apresentado por Muna Hawwa, intitulado al-Holokost ( الهولوكوست lit.  "O Holocausto" ) sobre o Holocausto e o estabelecimento do Estado de Israel. Foi condenada como anti-semita pelo Ministério de Relações Exteriores de Israel e pelo Congresso Judaico Mundial. Em um tweet, o porta-voz do Ministério de Relações Exteriores de Israel, Emmanuel Nahshon, condenou o vídeo como "o pior tipo de mal pernicioso", acusando Al Jazeera de fazer lavagem cerebral na juventude árabe e descrevendo a rede como "descendentes ideológicos de Der Stürmer". Cerca de uma hora depois, a conta árabe oficial do Ministério das Relações Exteriores de Israel no Twitter compartilhou o vídeo, com o texto "Mentiras da كاذيب شبكة الجزيرة (الجزيرة بلس) حول الهولوكوست... Al Jazeera (Al Jazeera Plus) sobre o Holocausto..." كاذيب شبكة الجزيرة (الجزيرة بلس) حول الهولوكوست... ), seguido por uma série de tweets.
A Al Jazeera retirou o vídeo em 24 horas, depois de ter atingido mais de 1,1 milhões de visualizações, e afirmou no Twitter: "A Al Jazeera Media Network excluiu um vídeo produzido pela AJ+ Arabic porque ele violou os padrões editoriais da Rede." O vídeo foi preservado em duas partes pelo Middle East Media Research Institute (MEMRI), uma organização fundada por Yigal Carmon e descrita pelos críticos como um grupo de defesa pró-Israel.
Muna Hawwa e seu colega Amer al-Sayed Omar foram submetidos a medidas administrativas disciplinares da Al Jazeera Media Network. Além disso, a Al Jazeera anunciou um programa interno de treinamento e conscientização de sensibilidade, e o diretor administrativo da AJ+, Dima Khatib, admitiu que o vídeo foi produzido sem a supervisão editorial apropriada.

Em 22 de maio de 2019, Muna Hawwa respondeu publicamente em árabe e inglês às medidas disciplinares que a Al Jazeera Media Network tomou contra ela, com um tweet e uma postagem no Facebook: 
Esclarecimento: Com relação ao debate sobre meu texto sobre o Holocausto, sinto-me compelida a esclarecer os seguintes pontos, não comentarei nenhuma discussão posterior após este esclarecimento. Claro, há detalhes igualmente importantes que podem ser revelados no devido tempo: meu texto não negou o Holocausto, nem o justificou, nem questionou se é um crime contra a humanidade que merece toda condenação. É, sem dúvida, um dos crimes mais horríveis da história. No entanto, o que foi dito no vídeo sobre o abuso sionista da dor e do sofrimento das vítimas do Holocausto é uma reivindicação que já foi feita por muitos estudiosos, historiadores e jornalistas contra esse movimento colonial racista...